# Eratoneura basilaris
Eratoneura basilaris är en insektsart som först beskrevs av Thomas Say 1825.  Eratoneura basilaris ingår i släktet Eratoneura och familjen dvärgstritar. Inga underarter finns listade i Catalogue of Life.